# Stari Grad-síkság
A Stari Grad-síkság (horvátul Starogradsko polje) Horvátországban, Hvar sziget északkeleti részén elterülő szőlő- és olajfaligetekkel, levendula- és rozmaringmezőkkel tarkított, 1376,53 hektáros mezőgazdasági terület. Az egykor illírek lakta szigeten Kr. e. 385-ben a Pharosz-szigeti görögök alapítottak azonos néven kolóniát, amely Isszával együtt az Adria-parti görög települések őse. Az ókori görögök 75 parcellára osztották a termékeny síkságot. A gazdálkodási forma korabeli elnevezése: chora. A 16 hektár körüli, 181×905 méteres téglalap alakú parcellákat száraz falazással épült, alacsony kőfalakkal további kisebb, 181×181 méteres területekre osztották. A parcellák kialakítása során az esővíz összegyűjtését szolgáló csatornarendszert, a víz tárolására ciszternákat, és földművesek részére kisebb kunyhókat (trims) is alkottak, amelyek 24 évszázadon át fennmaradtak.
A Stari Grad-i mező több évezredes kataszteri rendszere ma is a mezőgazdasági kultúra integráns része; az ókori görög geometria, földmérési technika és a gazdálkodás fejlettségének cáfolhatatlan bizonyítéka. 2008 óta az UNESCO kulturális világöröksége.

## Achorahasznosításának állomásai

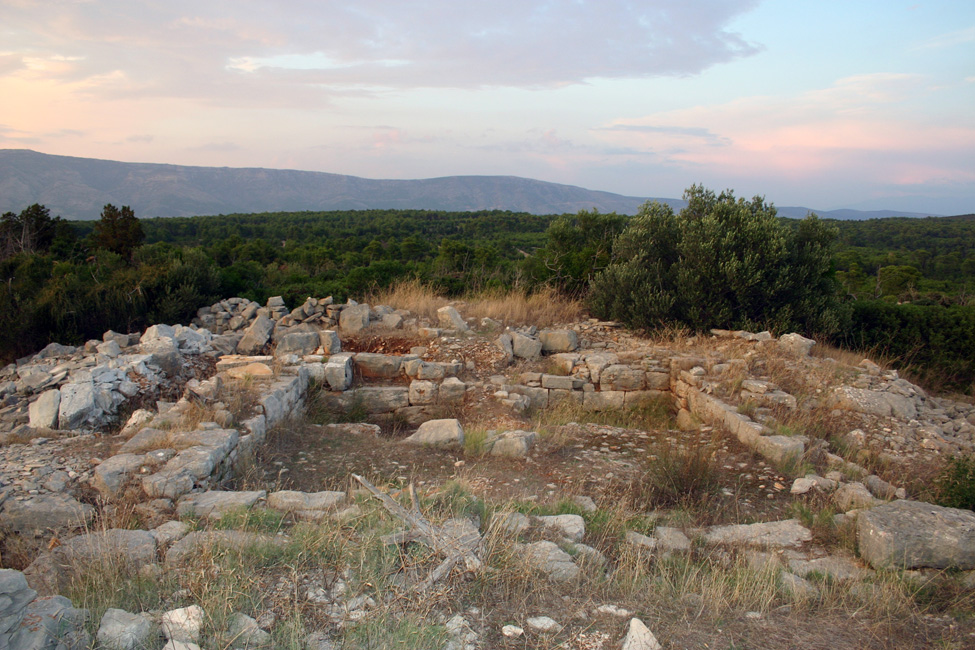
Az egykori parcellákat elválasztó falak

A görög kolónia több évszázados virágzásának a rómaiak támadása vetett véget akik a Kr.e. 2. században Pharosz romjain kisebb hadihajó bázist hoztak létre Pharia néven. A rómaiak a síksági parcellákra szőlőt telepítettek és a falrendszert további víztárolókkal egészítették ki.
A sziget a középkorban a Raguzai Köztársaság rövid uralma után a Velencei Köztársaság fennhatósága alatt állt. Ekkor az ókori parcellákat bekerítették és e korból származnak az itt folytatott gazdálkodási rendszerről szóló első följegyzések is.
A velencei uralmat, 1797-ben a napóleoni megszállás váltotta föl; 1821-től a Habsburg Birodalomhoz, majd 1918-ig az Osztrák–Magyar Monarchiához tartozott a sziget. A 19. század végén az addig bőségesen termő szőlőültetvényeket a filoxéravész teljesen elpusztította, ami a sziget részleges elnéptelenedéséhez vezetett.
A parcella-rendszer hasznosítása a II. világháború után éledt újra és azóta virágzik: a síkság ma is szőlő- és olajfaültetvények termőterülete.

## Külső hivatkozások
- Honlap Archiválva 2021. május 11-i dátummal a Wayback Machine-ben (horvátul)
- Stari Grad-i mező – Horvátország
- Stari Grad Plain – UNESCO.org (angolul)